# Neusticurus medemi
Espèce
Neusticurus medemi est une espèce de sauriens de la famille des Gymnophthalmidae.

## Répartition
Cette espèce se rencontre au Vaupés en Colombie et en Amazonas au Venezuela.

## Étymologie
Cette espèce est nommée en l'honneur de Federico Medem.

## Publication originale
- Dixon & Lamar, 1981 : A new species of microteiid lizard (genus Neusticurus) from Colombia. Journal of Herpetology, vol. 15, no 3, p. 309-314.